# Vor dem Edelhof

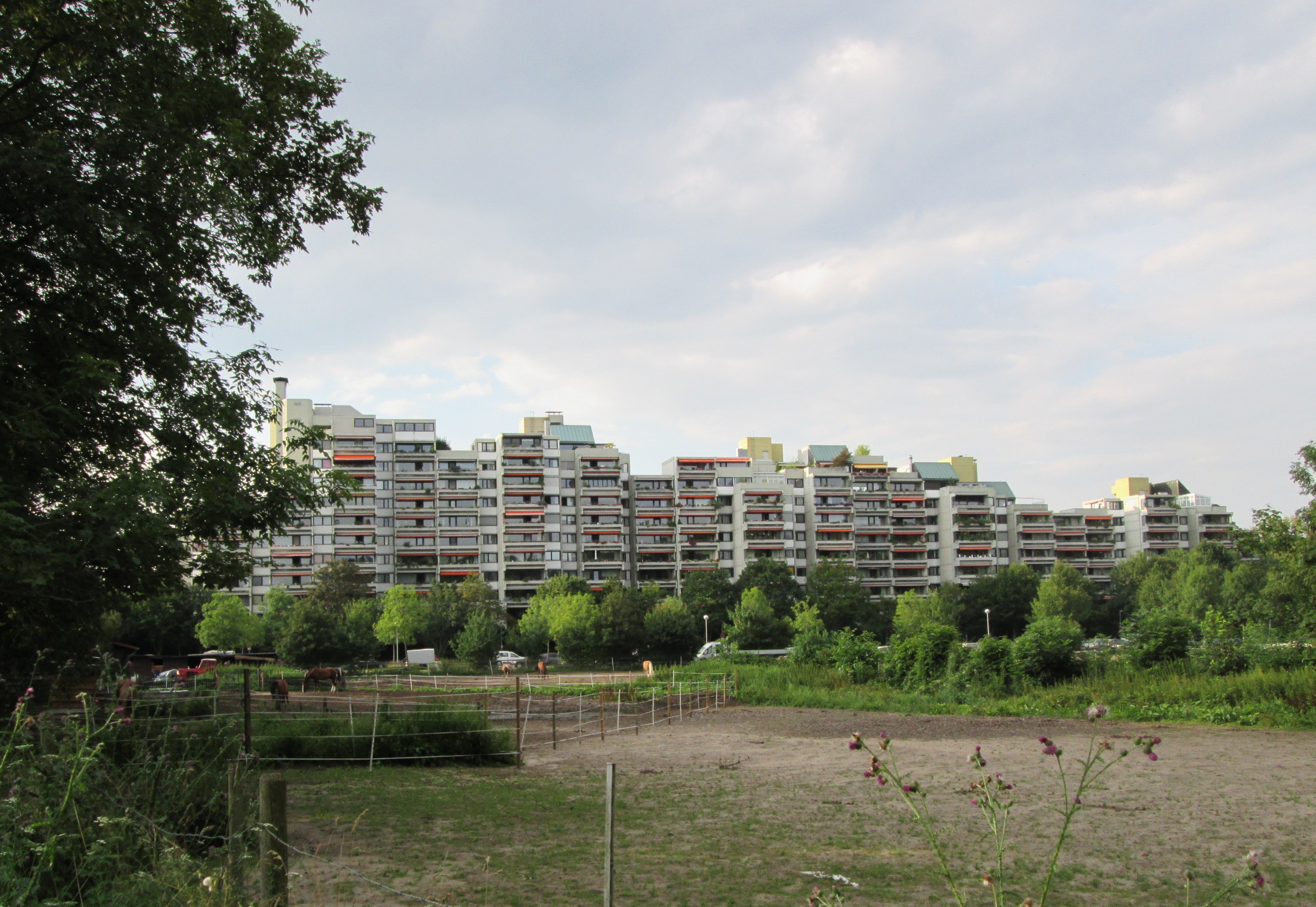
Blick über den Ponyhof am Kneippweg auf die Wohnanlage Vor dem Edelhof

Vor dem Edelhof ist der Name einer der letzten vielgeschossigen Wohnanlagen der 1970er Jahre in Hannover. Die rechtwinklig zu den Straßen An der Bauerwiese und Kneippweg in den Jahren von 1973 bis 1979 errichtete Blockrandbebauung bildet städtebaulich den Abschluss der umgebenden Naherholungsflächen im hannoverschen Stadtteil Ricklingen. Dabei gruppiert sich die Bauanlage auf einem künstlich angelegten Deich, der zugleich die Tiefgarage aufnimmt. Eine ebenerdige Durchlässigkeit wurde durch die Anordnung zahlreicher „Tore“ erreicht.
Architekten des Geschosswohnungsbaus waren Horst Küthe und Rudolf von Öhsen, Bauherrin die seinerzeitige M. Neldel - K. H. Nelke GmbH & Co. KG Wohnungsbauunternehmen. Ursprünglich war eine Nutzung als Mietwohnungsbau vorgesehen.
Unter der Adresse Kneipweg 5 in 30459 Hannover wurde am 22. Oktober 2012 der Verein Solidargemeinschaft Wohnen Vor dem Edelhof e.V. im Handelsregister beim Amtsgericht Hannover eingetragen unter der Nummer VR 201788.